# Fundación Solomon R. Guggenheim

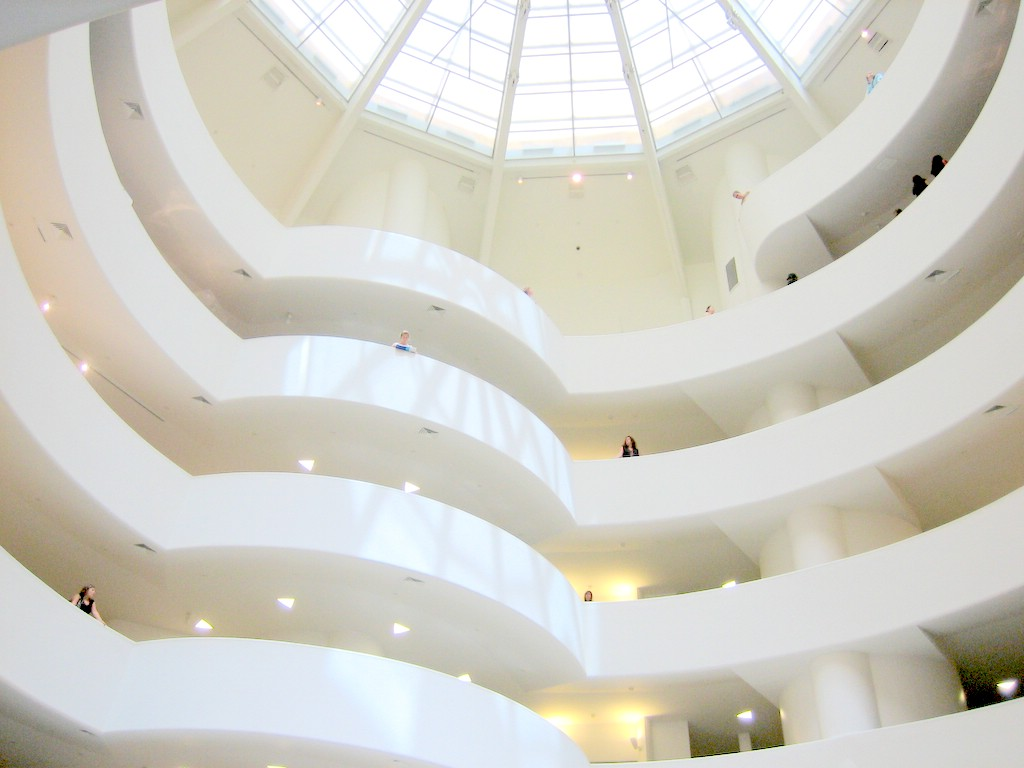
El Museo Solomon R. Guggenheim, obra de Frank Lloyd Wright (1939) es un emblema de la Fundación.

La Fundación Solomon R. Guggenheim es una fundación artística creada por Solomon R. Guggenheim en 1937 para la promoción del arte moderno. Cuenta con varias sedes por todo el mundo, la mayoría de ellas de gran calidad arquitectónica.